# Felix Aprahamian
Abraham Felix Barter Aprahamian (* 5. Juni 1914 in London; † 15. Januar 2005 ebenda) war ein britischer Musikkritiker und Autor.
Aprahamian war von 1966 bis 1967 Musikredakteur des The Listener in London und arbeitete für zahlreiche Zeitungen und Magazine, unter anderem für The Sunday Times.
Aprahamian galt als ausgewiesener Orgel-Experte. Bekannt wurde er unter anderem durch seinen veröffentlichten 50-jährigen Briefwechsel mit dem Komponisten Olivier Messiaen.
Seinen Nachlass überließ er dem Royal College of Organists (RCO).